# ورزشگاه نارندرا مودی
ورزشگاه نارِندرا مودی (که قبلاً با نام ورزشگاه موترا شناخته می‌شد) یک ورزشگاه کریکت است که در مجموعهٔ ورزشی سردار والابهبهای پاتل، احمدآباد، گجرات، هند واقع شده‌است. این ورزشگاه بزرگ‌ترین ورزشگاه جهان است که گنجایش آن با احتساب تعداد صندلی 114600 و با تماشاگران در حالت ایستاده 132000 نفر می باشد. این ورزشگاه متعلق به انجمن کریکت گجرات است و به‌عنوان محل برگزاری مسابقات کریکت تست، ODI , T20I , FC , List-A، T20 و لیگ برتر هند عمل می‌کند.
این ورزشگاه در سال ۱۹۸۳ ساخته شد و نخستین بار در سال ۲۰۰۶ بازسازی شد. این مکان به مکان معمول برای انجام مسابقات بین‌المللی در شهر گجرات تبدیل شد. در سال ۲۰۱۵، این ورزشگاه بسته و تخریب شد و پس از بازسازی کامل در فوریهٔ ۲۰۲۰، بازگشایی شد.
در ۲۴ فوریهٔ ۲۰۲۱، به افتخار نخست‌وزیر کنونی هند، نارندرا مودی، بومی گجرات، که رئیس انجمن کریکت گجرات (۲۰۰۹–۲۰۱۴) نیز بود، این ورزشگاه توسط انجمن کریکت گجرات به استادیوم نارندرا مودی تغییر نام داد. این ورزشگاه، میزبان فینال جام جهانی کریکت ICC در ۱۹ نوامبر ۲۰۲۳ خواهد بود.

## نگارخانه

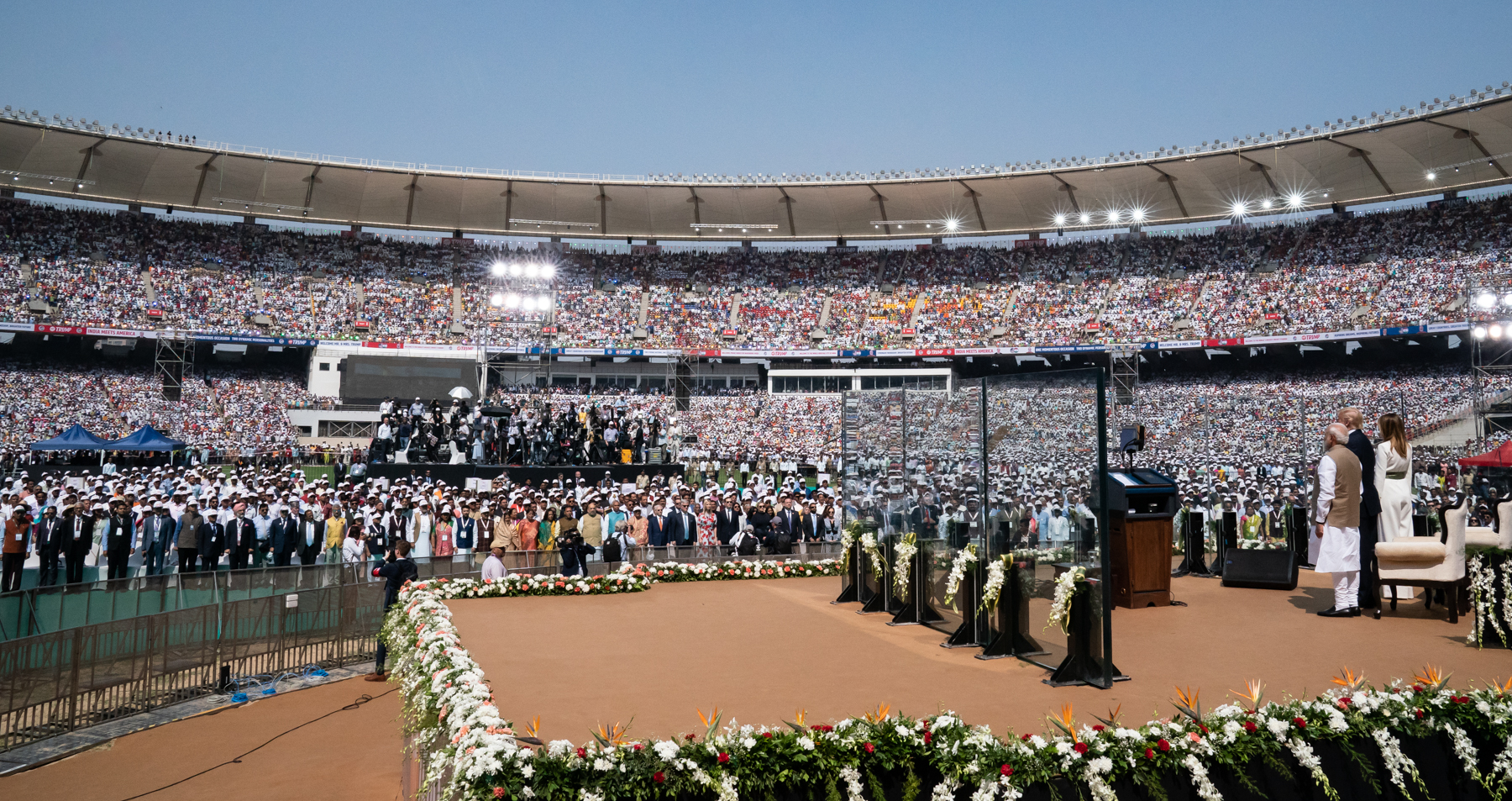
ساختار جدید ورزشگاه، پس از بازسازی
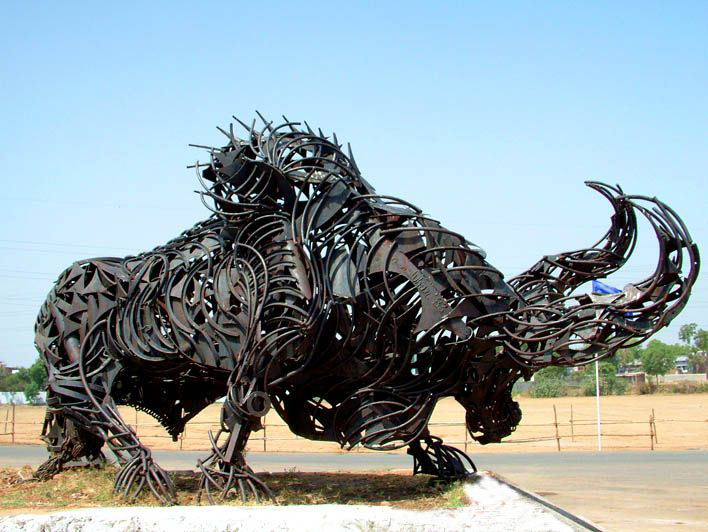
نمادی در ورودی ورزشگاه
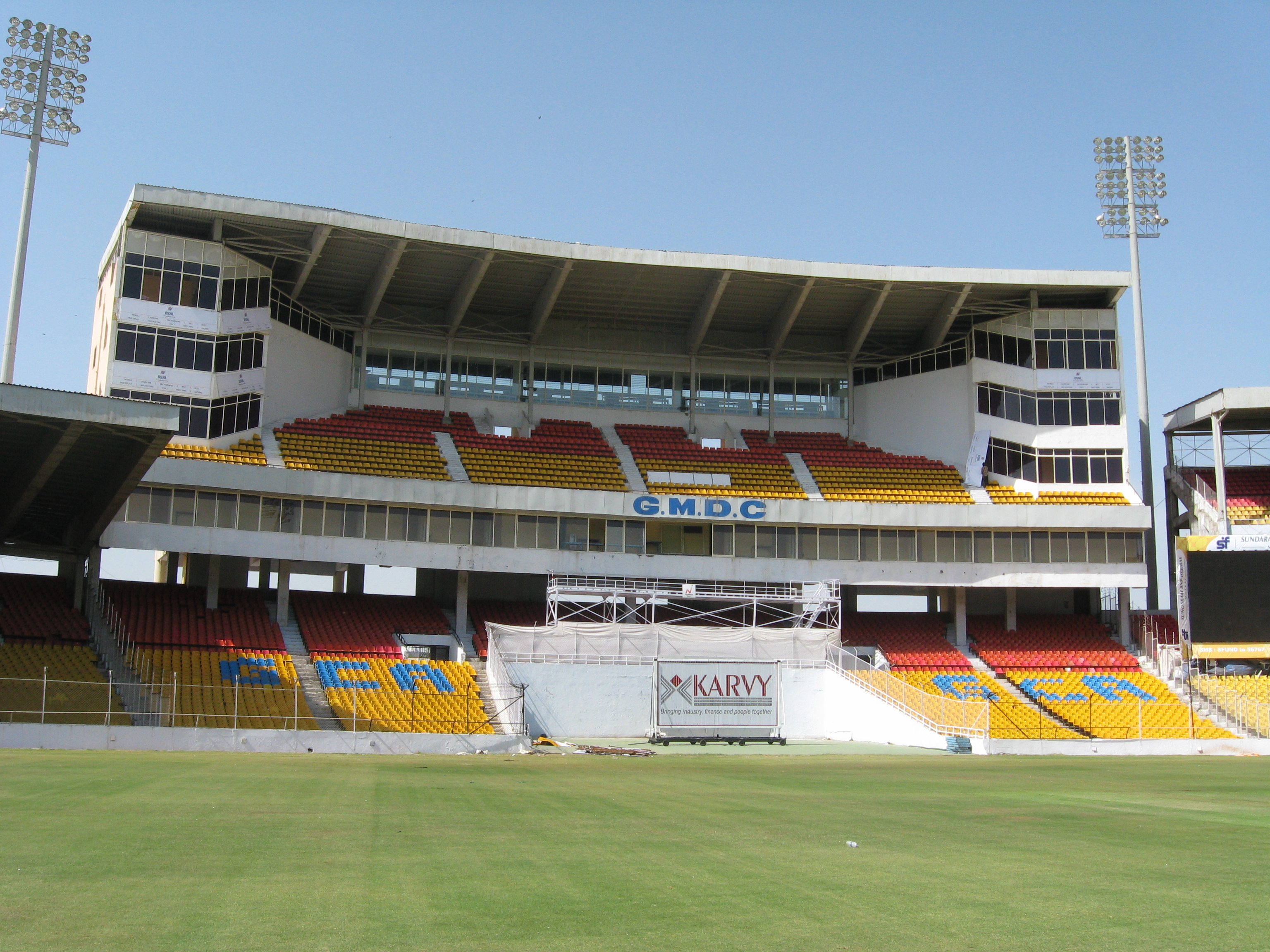
نمایی از ساختار پیشین ورزشگاه
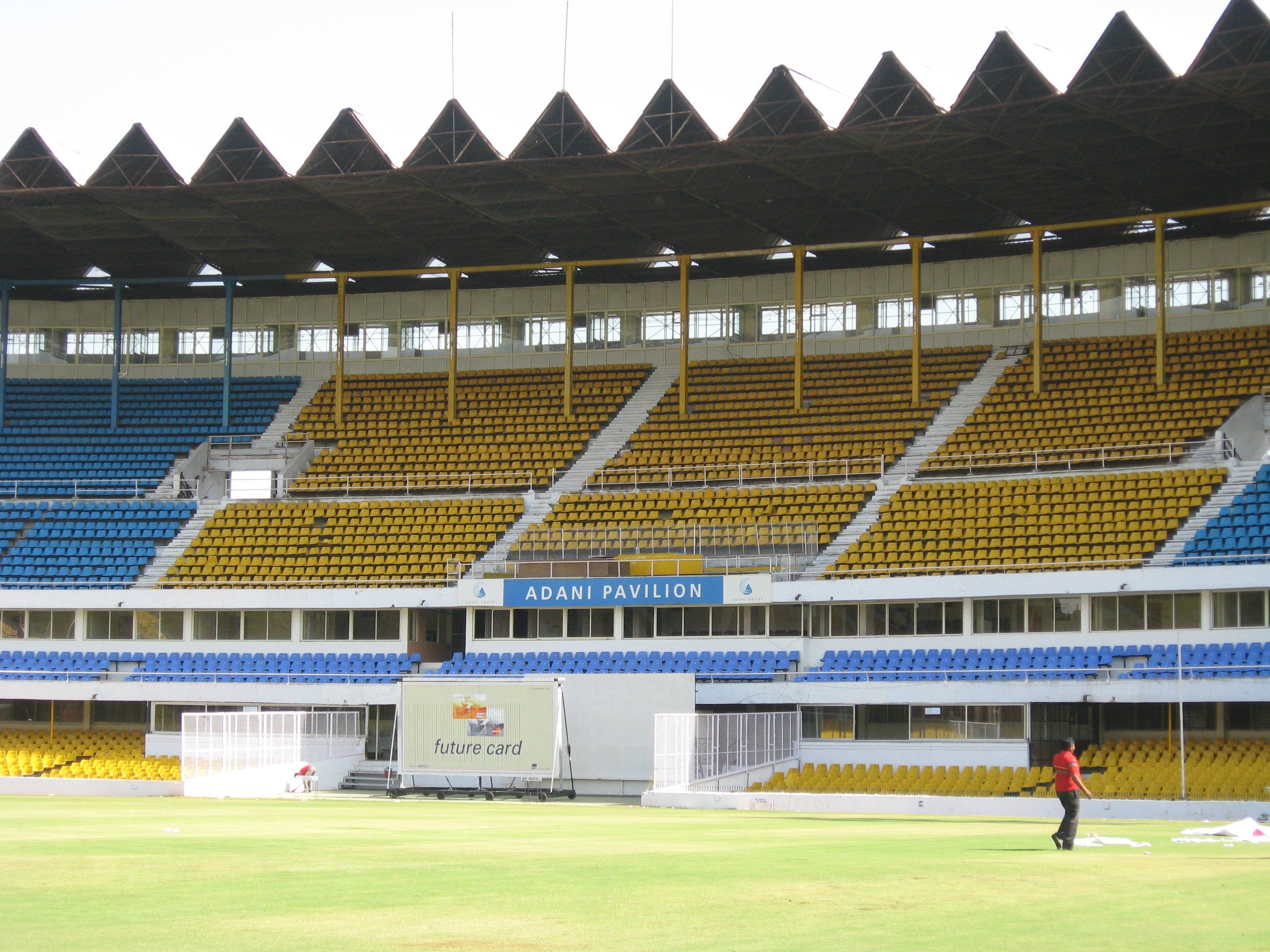
نمایی از ساختار پیشین ورزشگاه
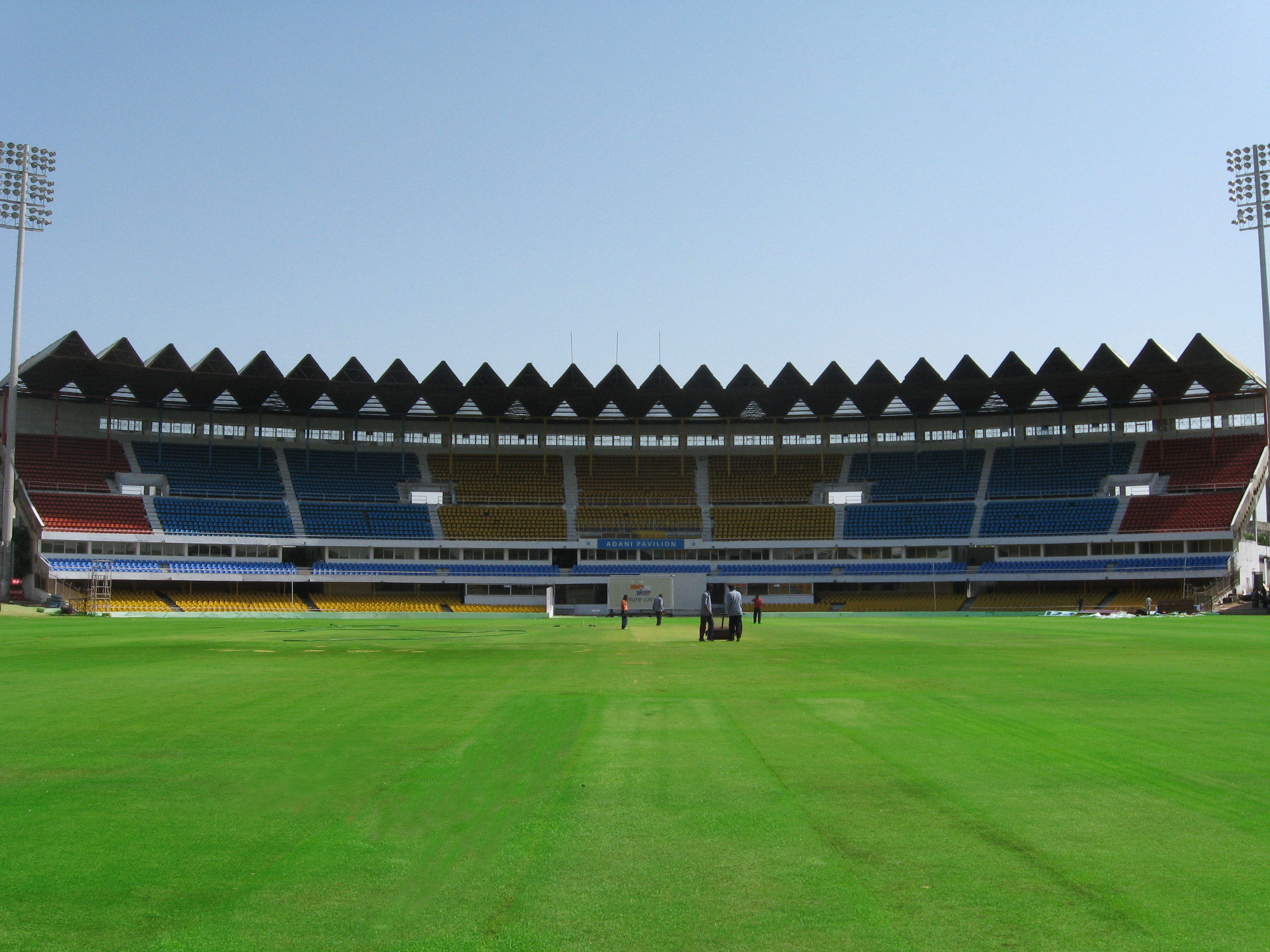
نمایی از ساختار پیشین ورزشگاه